# Laurence Oustau
Laurence Oustau, né le 16 avril 1835, mort le 24 novembre 1929, est un ingénieur et industriel français de la fin du XIXe siècle.

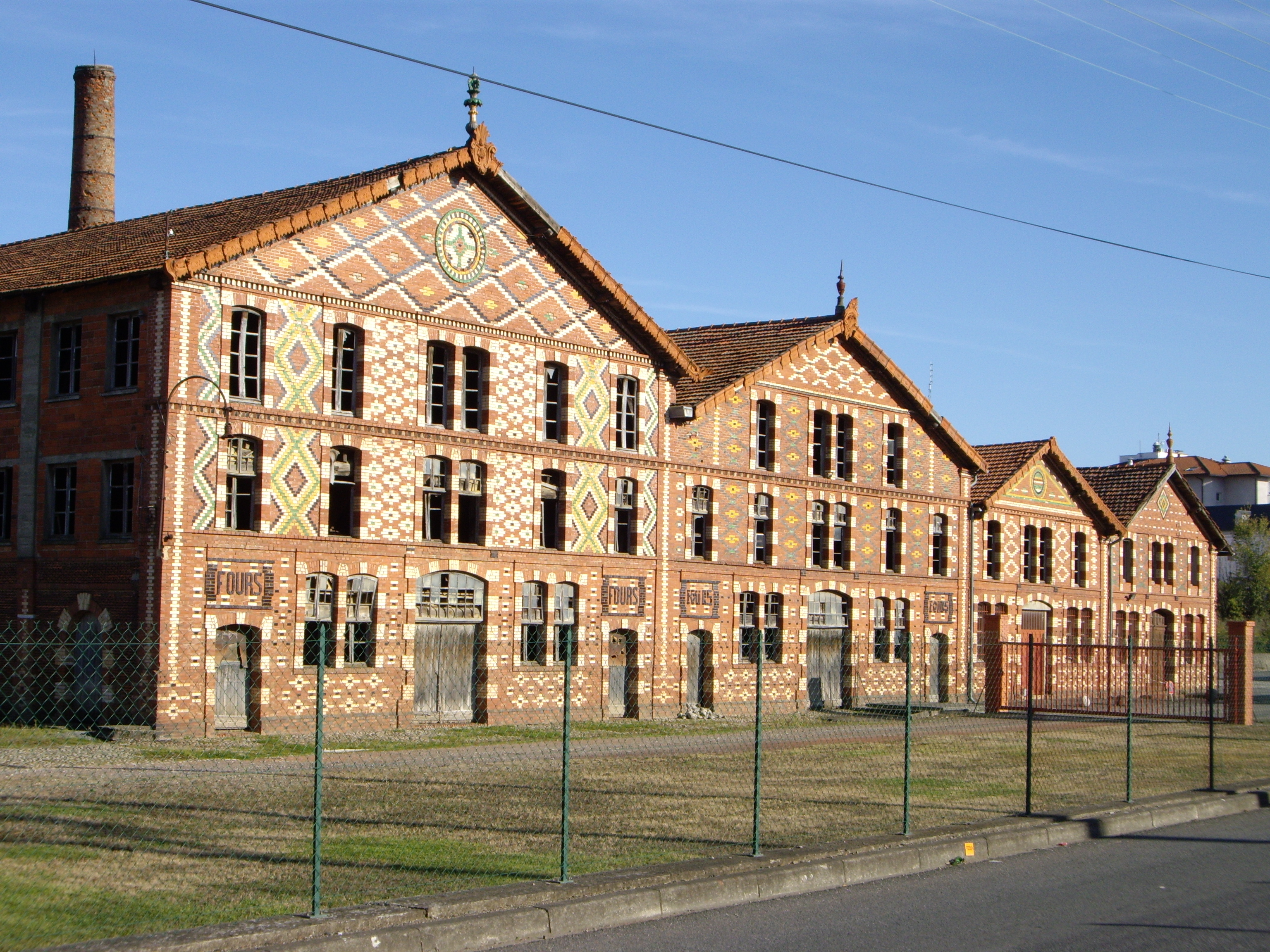
Usine de céramique Oustau, dite "Usine rouge"

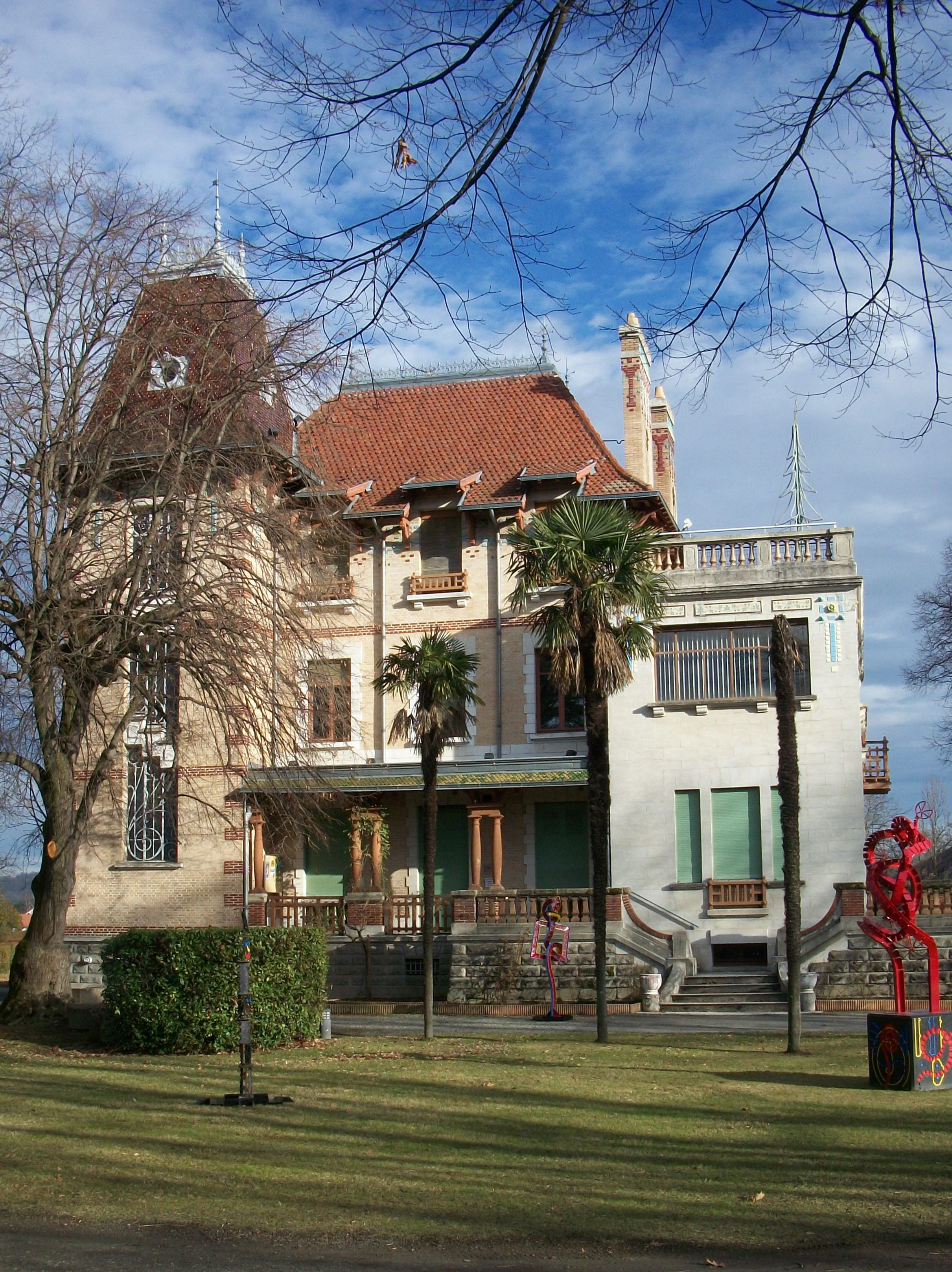
Villa Oustau

## Biographie
Né à Burg en 1835, il se destine aux ponts et chaussées et est chargé du projet de tracé ferroviaire entre Tarbes et Saragosse par Gavarnie. Il participe ensuite, en Algérie, à l'assèchement du lac Halloula. Revenu à Tarbes, pour des raisons de santé, il se marie en 1865 mais retourne par la suite en Algérie.
En 1873, il fonde pourtant avec deux amis, L. Danos et A. Latapie, une usine de céramique à Aureilhan. Sa production est très diversifiée et est récompensée par une médaille d'or à l'Exposition universelle de 1889. Briques et tuiles représentent cependant l'activité principale.

Après s'être équipée, en 1873 et 1881, de deux fours tunnels Hoffmann, toujours visibles en 2014, sa briqueterie est la première en France à utiliser des fours équipés de brûleurs à gaz.  
Aussi, à l'image d'un certain nombre d'industriels de son époque, Laurence Oustau donne un aspect social à son œuvre. Il est ainsi à l'origine de la dite société du Bout-du-Pont qui concentre alors une école et un bureau de poste. Il assure également la vice-présidence de la Chambre de Commerce locale dès sa création.
Son usine, fastueusement décorées de briques vernissées, est, depuis 1994, protégée au titre des Monuments historiques. C'est aussi le cas de sa demeure, autre symbole de sa réussite. Elle est construite à partir de 1910 par l'architecte Paul-Louis-Joseph Gély au cœur d'un jardin à l'anglaise comme un catalogue du savoir faire et des productions de la manufacture
Il décède en 1929.